# 大日本軌道
大日本軌道（だいにっぽんきどう、英文社名：Dai-Nippon Light Railway Co., Ltd.）は、甲州出身の実業家・雨宮敬次郎が経営していた軽便鉄道会社。「大軌」とも略される。

## 概要
1906年（明治39年）に公布された鉄道国有法によって、これまで雨宮敬次郎が投資してきた鉄道事業は地方交通が対象になると見て1908年（明治41年）に設立された。
1911年（明治44年）1月に雨宮が死去し、各支社は独自色を強めつつも、1910年（明治43年）8月の軽便鉄道法施行後の流行の波に乗り、全国規模で地方中小都市の近郊に地元小資本家からも出資を募りながら軽便鉄道を建設した。
また、鉄工部では主に小型蒸気機関車の製造を行なっていた。1919年（大正8年）に、それを母体に雨宮製作所が発足した。なお各支社の路線のうち過半数は廃線となったが、静岡、浜松、広島支社の路線は改軌・電化などの変遷を経て、今もなお営業中である。各支社のその後は以下の通り。
| 福島支社   | 信達軌道→福島電気鉄道→福島交通飯坂東線。1971年（昭和46年）廃止。 |
| 小田原支社 | 熱海軌道組合を経て1924年（大正13年）廃止。もと熱海鉄道。         |
| 静岡支社   | 駿遠電気→静岡電気鉄道→静岡鉄道静岡清水線（営業中）               |
| 浜松支社   | 遠州軌道→遠州電気鉄道→遠州鉄道鉄道線（営業中）                   |
| 伊勢支社   | 中勢鉄道を経て1943年（昭和18年）廃止。                           |
| 広島支社   | 可部軌道→広島電気→広浜鉄道→国有化→JR可部線（営業中）             |
| 山口支社   | 1913年（大正2年）廃止。国鉄山口線開業に伴う。                    |
| 熊本支社   | 鹿本軌道を経て1920年（大正9年）廃止。もと熊本軽便鉄道。          |

## 沿革

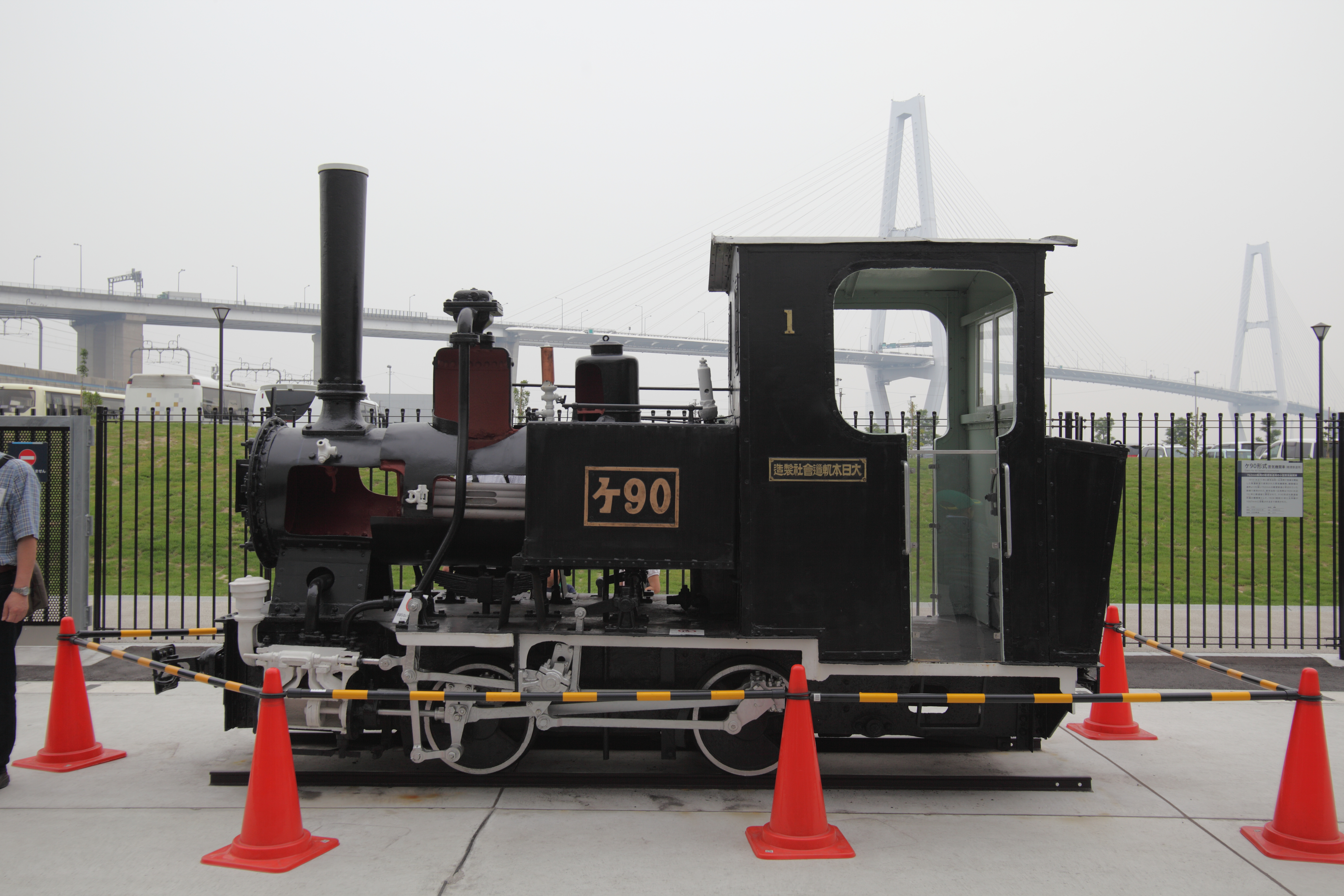
1918年に鉄工部が製造したケ90。銘板に「大日本軌道會社製造」とある。（リニア・鉄道館）

- 1908年（明治41年）7月28日 - 熊本軽便鉄道、山口軌道、広島軌道、伊勢軽便鉄道、浜松鉄道、静岡鉄道、熱海鉄道、信達軌道[8]の8会社を合併し大日本軌道設立[3][9]。
- 1911年（明治44年）
  - 1月20日 - 雨宮敬次郎死去[10]。
  - 7月 - 雨宮鉄工場を合併し鉄工部設立。
- 1913年（大正2年）2月20日 - 山口支社保有の路線廃止（7月特許失効）
- 1916年（大正5年）3月24日 - 熊本支社保有の路線（熊本市西唐人町-鹿本郡山鹿町間[11]）を鹿本軌道へ譲渡[12]。
- 1918年（大正7年）
  - 1月8日 - 福島支社保有の路線を信達軌道へ譲渡[13]。
  - 9月4日 - 雨宮亘死去。
- 1919年（大正8年）
  - 3月11日 - 広島支社保有の路線を可部軌道へ譲渡[14]。
  - 6月1日 - 静岡支社保有の路線を駿遠電気へ譲渡[15]。
  - 7月 - 鉄工部を雨宮製作所に分社化[16]。
  - 10月12日 - 浜松支社保有の路線を遠州軌道へ譲渡[17]。
- 1920年（大正9年）
  - 2月17日 - 伊勢支社保有の路線を中勢鉄道へ譲渡[18]。
  - 7月1日 - 小田原支社保有の路線を熱海軌道組合へ譲渡[19]。同日会社解散[4]。
- 1921年（大正10年）1月20日 - 熊本支社保有の路線の軌道特許失効[20]。